# Бачинело
Бачинело (итал. Baccinello) је насеље у Италији у округу Гросето, региону Тоскана.
Према процени из 2011. у насељу је живело 271 становника. Насеље се налази на надморској висини од 164 м.